# Pincén (Argentina)
Pincén es una localidad situada en el departamento General Roca, provincia de Córdoba, Argentina.
Se encuentra situada sobre de la ruta provincial 26 y sobre el Ramal Rufino-Monte Comán del Ferrocarril General San Martín.
La localidad dista de la Ciudad de Córdoba en 320 km aproximadamente.
La principal actividad económica de Pincén es la agricultura seguida por la ganadería, siendo el principal cultivo la soja.
La localidad es atravesada por un canal homónimo y la estación ferroviaria se denomina también de la misma forma.

## Toponimia

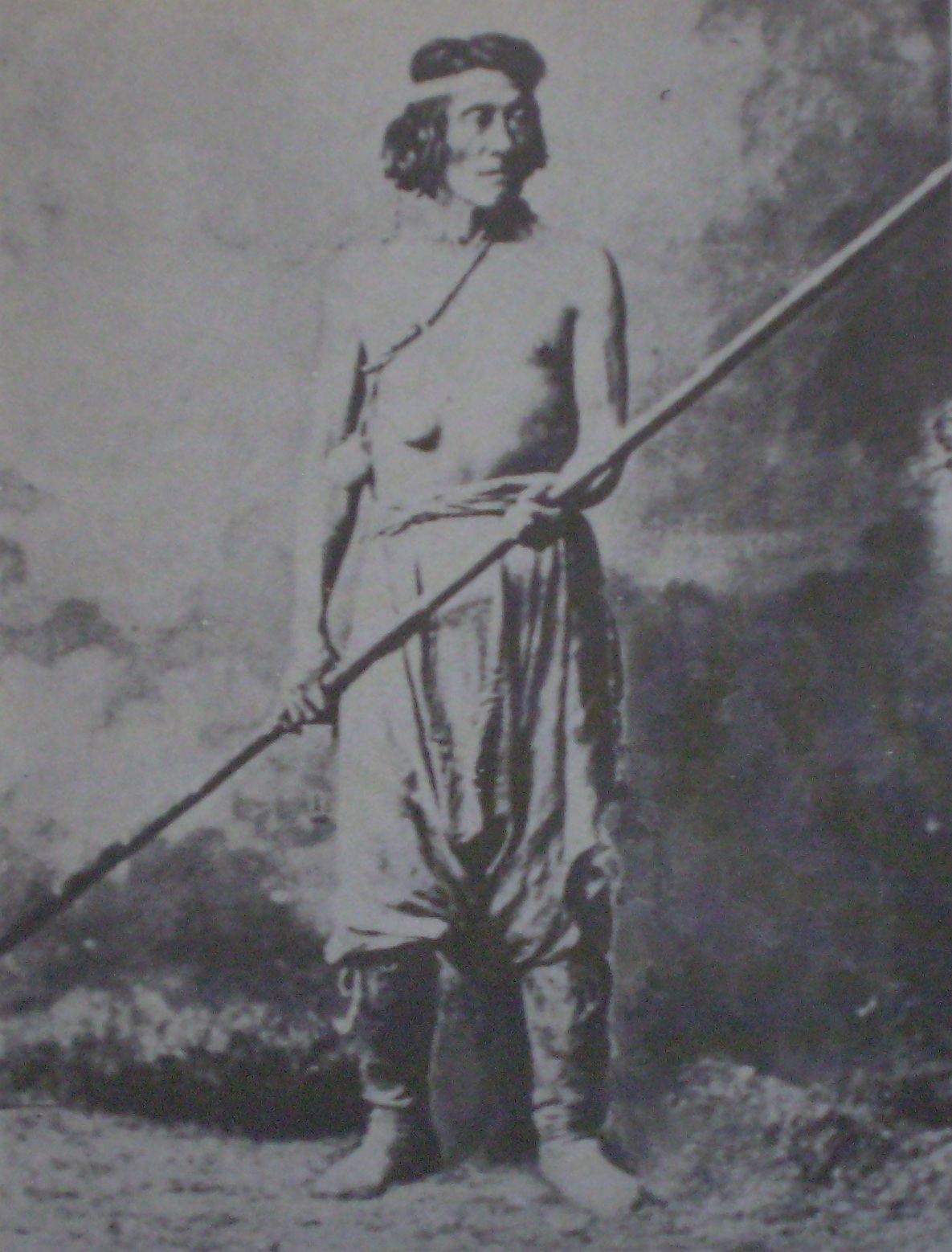
Cacique Pincén.

La localidad debe su nombre a quien fuera el cacique ranquel que resistió a la conquista del desierto y que fue conocido como «el terror de los fortines».

## Población
Cuenta con 254 habitantes (Indec, 2010), lo que representa un incremento del 25,7% frente a los 202 habitantes (Indec, 2001) del censo anterior.
| Gráfica de evolución demográfica de Pincén entre 1991 y 2010 |
|                                                              |
| Fuente: Censos nacionales del INDEC                          |